# Pacovský mlýn
Pacovský mlýn (Patzower Mühle) je bývalý vodní mlýn, který stojí na Žerotínském potoce pod bývalou hrází zaniklého rybníka v lokalitě Pacov u Žerotína. Na místě jsou polorozbořené zdi bývalého mlýnského stavení upraveného pro včelí hospodářství.

## Historie
Vodní mlýn zde údajně podle pověsti stál již před rokem 1618. Je zakreslen na mapě I. vojenského (josefského) mapování z let 1764–1768 a 1780–1783. V pozemkové knize z roku 1872 je mlýn Pacov zaznamenán pod označením stavební parcely č. 62; spolu s hospodářským stavením č.p. 39 a dalšími nemovitostmi v Žerotíně jej vlastnil Joseph Grafen von Herberstein.
V zápise z roku 1921 je uvedeno, že: „nemovitosti (tedy i mlýn) jsou zabrány státem dle zákona 215 Sb. z. a n. ze dne 16. dubna 1919.“ Mlýn s částí pozemků změnil majitele roku 1924 a pak ještě 5. září 1940. Objekty byly využívány také pro včelí hospodářství.

## Popis
Voda k mlýnu vedla náhonem přes stavidlo z rybníka.

## Zajímavosti
Spisovatele Václava Beneše Třebízského zaujala pověst o mlynáři, jeho dceři a zdejším mlýnu natolik, že tento příběh použil roku 1875 v jedné ze svých povídek.